# Cathédrale d'Espoo
La cathédrale d'Espoo (Espoon tuomiokirkko en finnois, Esbo domkyrka en suédois) est une église de style médiéval située à Espoo en Finlande. 
Elle est le siège du diocèse d'Espoo de l'église évangélique luthérienne de Finlande. L'église a obtenu le statut de cathédrale en 2004 lorsque le diocèse d'Espoo a été séparé du diocèse d'Helsinki.

## Situation
L'église est située dans le centre d'Espoo, dans le quartier de Pappilanmäen kirkonmäki, près de la rivière Espoonjoki. 
Cette église, qui date du Moyen Âge, est le plus important et le plus vieux bâtiment historique d'Espoo. 
La cathédrale a été consacrée à l'Apôtre Matthieu. 
Elle est parfois considérée comme étant le plus ancien bâtiment du grand Helsinki, un statut disputé avec l'église Saint-Laurent située à Vantaa.

## Histoire
L'église fut dessinée à la fin du XVe siècle par un maitre inconnu, puis elle fut construite entre 1485 et 1490 sous sa direction. 
Aujourd'hui, les seules parties originelles de l'église médiévale, sont les parties est et ouest de la nef.  
Les bancs et la chaire ont été construits après la Réforme, au début du XVIe siècle. Les orgues ont été ajoutés à la fin du XVIIIe siècle. 
À l'origine, l'église a été construite selon un plan à trois nefs, puis agrandie vers une structure en croix sous l'influence de l'architecte Pehr Granstedt de 1821 à 1823, afin d'obtenir une église cruciforme plus spacieuse. Certaines parties de l'église, y compris la sacristie d'origine, ont été démontées lors de cet agrandissement.
Les voûtes et les murs des anciennes parties de la cathédrale sont décorés de peintures murales, en grande partie peintes dans les années 1510. Elles dépeignent des scènes bibliques, comme l'histoire de la création du monde, et des scènes de vie quotidienne, comme la vente de bétail.
Dans les années 1930, les réparations menées par le Professeur Armas Lindgren ont souligné les aspects médiévaux et anciens de cette église en redécouvrant et rénovant ces peintures murales qui étaient jusqu'alors cachées. 
La dernière réparation de l'église a été achevée en 1982 par le professeur Ola Hansson. Le changement le plus visible a été le placement de l'autel entre les deux piliers de devant.
La direction des musées de Finlande a classé la cathérale et son paysage culturel dans les sites culturels construits d'intérêt national.

## Galerie

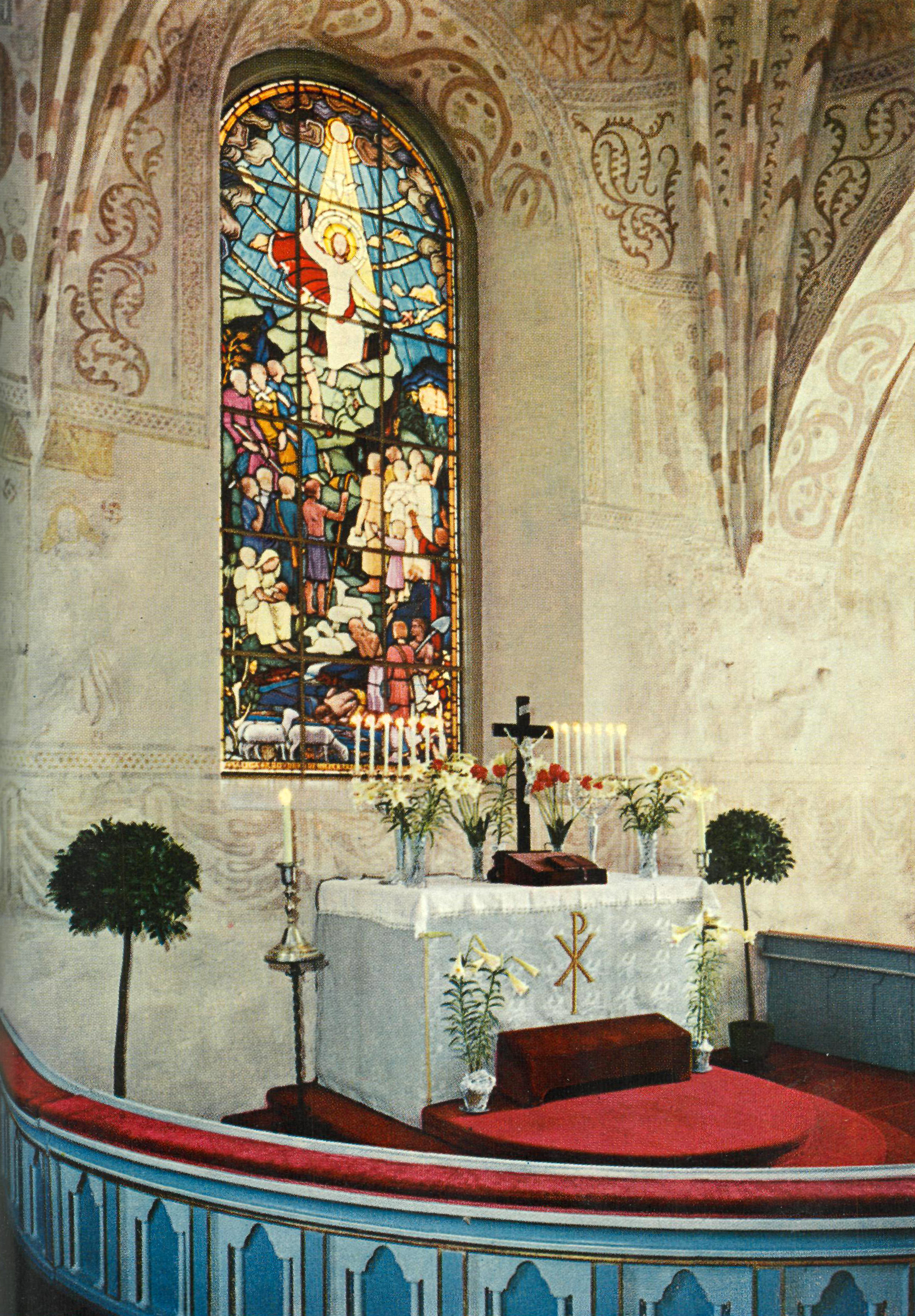
L'autel et un vitrail de Gunnar Forsström.
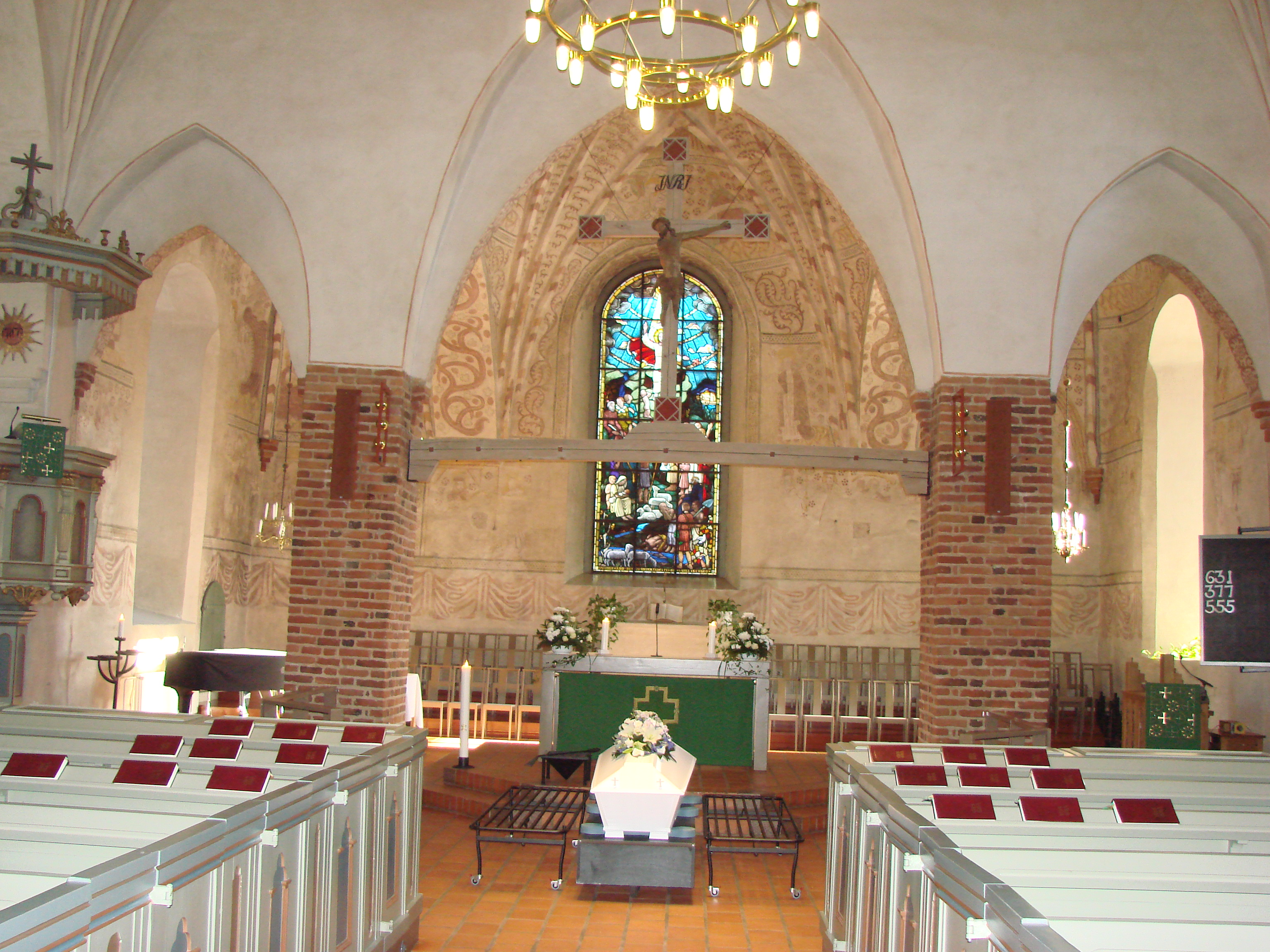
L'intérieur de la cathédrale.
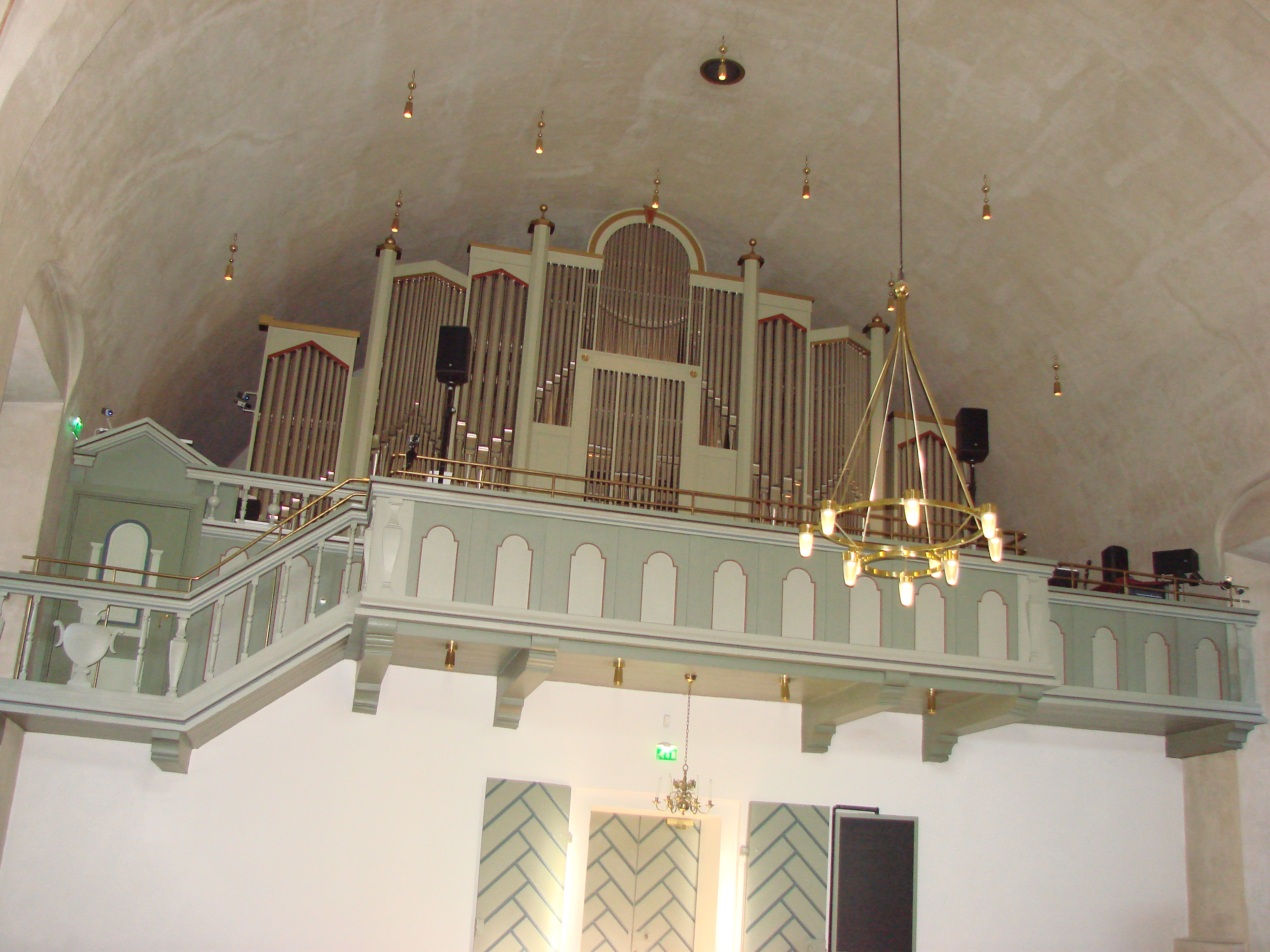
L'orgue.